# Лоренс Стерн
Ло́ренс Стерн (Ло́уренс Стерн; англ. Laurence Sterne, 24 листопада 1713, Клонмель, Ірландія — 18 березня 1768, Лондон) — англійський письменник XVIII століття. Широко відомі його романи «Життя і думки Трістрама Шенді, джентльмена» і «Сентиментальна подорож Францією та Італією». Будучи священиком, він також опублікував численні проповіді, крім того, писав мемуари і брав участь у місцевому політичному житті.

## Біографія
Лоренс Стерн народився 24 листопада 1713 році в Клонмелі, Тіпперері, Ірландія. Його батько, Роджер Стерн, був прапорщиком у британському полку, який до того часу нещодавно повернувся з Дюнкерка. Полк Роджера був розпущений у день народження Стерна і вже через шість місяців сім'я повернулася в Йоркшир, на північ Англії. Перші десятиліття життя Стерна були проведені в переїздах з місця на місце, так як його батько отримував призначення по всій Ірландії. Протягом цього періоду Стерни ніколи не жили на одному місці більше року. Мати письменника з численними дітьми усюди слідувала за піхотним полком і діти, позбавлені нормального догляду та зручностей, вмирали один за одним. Вижив лише Лоренс. У 1724 році, його батько взяв Стерна до Ричарда, тож Стерн зміг відвідувати гімназію поблизу Галіфаксу. Стерн більше ніколи не бачив свого батька, після того як Роджер Стерн був призначений на посаду на Ямайці, де він помер від хвороби, яка перебігала з гарячкою, у 1731 році. Стерн був прийнятий в коледж Ісуса в Кембриджі в липні 1733 в віці 20 років. Його прадід Річард Стерн був магістром в коледжі, а також Архієпископом Йоркським. Стерн закінчив коледж із ступенем бакалавра мистецтв в січні і повернувся влітку 1740-го, йому була присуджена ступінь магістра мистецтв. Стерну, схоже, судилося стати священиком і він був посвячений у сан диякона в березні 1737 і в сан священика в серпні 1738.
Вивчав у Кембриджі богослов'я, довго був пастором у селі. Перший роман, написаний Стерном — «Трістрам Шенді» («The Life and Opinions of Tristram Shandy, Gentleman», Лондон, 1759—1767), приніс автору широку популярність; новизна його манери привернула загальну увагу, і Стерн, який переїхав до Лондона, став улюбленцем вищого лондонського суспільства.
Сам роман складається з низки епізодів і має складну структуру з численними авторськими відступами. «Трістрам Шенді» витримав багато видань і перекладений на багато європейських мов. Інший його відомий твір «Sentimental journey through France and Italy» (Лондон, 1768) був написаний Стерном після його подорожі. Це твір, за яким було названо «сентиментальним» цілий напрям у літературі. Він зображає любовні пригоди мандрівника, які чергуються з описом його почуттів. Крім того, Стерн видав багато томів «Sermons» (1760 та наступні роки) Після його смерті вийшли його листи з друзями — «Letters to his most intimate friends» (1775) та листування з Елізою (Єлизаветою Дренер) — дамою, з якою Стерн довгий час був у близьких стосунках.

## Лоренс Стерн і українська література
Сентименталізм в українській літературі не став окремим літературним напрямом, а знайшов свій вияв у меншій стильовій тенденції — течії. Особливо важливим є зосередження уваги на закономірностях художніх світів Г. Квітки-Основ'яненка та Л. Стерна — з огляду на те, що в стернознавстві питання про приналежність цього письменника до сентименталізму також залишається контроверсійним. Його твори зараховують до рококо, преромантизму, романтизму або ж навіть до модернізму чи постмодернізму.
Важливо підкреслити, що в українському літературознавстві проблему типології сентименталізму порушував ще Микола Зеров. Він був одним із перших, хто вказав на український сентименталізм як на окремий літературний феномен і висловив важливе припущення, що сентименталізм в українській літературі був явищем довготривалим, постійним, і, подібно до сентименталізму англійського, явищем національного значення.
Розгляд творів крізь призму художнього вираження психологізму дає підстави для висновків про те, що український та англійський письменники активно психологізували сентименталістську прозу. В їхніх творах домінує використання екстервентного способу психологічного аналізу. Для аналізу душевних переживань людини сентименталісти використовували такі засоби екстервентного психологічного аналізу, як авторську характеристику внутрішнього стану героя, характеристику від імені інших персонажів, зовнішній вияв емоцій і почуттів (міміка, жести, поведінка, «мова поглядів»), портрет, пейзаж.
У прозі письменників наявне пародіювання найприкметніших стильових ознак сентименталізму. Наявність такого пародіювання не є свідченням того, що творчість Г. Квітки-Основ'яненка та Л. Стерна виходить поза контекст літературної парадигми сентименталізму. Така пародійна критична домінанта не заперечувала його, а пропонувала певні застереження. Висміюючи традиційний канон сентименталізму, письменники намагались утвердити власне бачення його поетики як системи з метою оновлення напряму — через пародіювання сентименталістського роману.
Г. Квітка-Основ'яненко та Л. Стерн висміяли багатотомні сентиментальні романи з неймовірними любовними пригодами, псевдоідеальними персонажами тощо. Письменники пародіювали мотиви сентиментального освідчення в коханні, смерті двох закоханих, їхніх клятв у вірності, а також сентименталістський мотив безкорисливої дружби. Так, український письменник пародіював у повісті «Ложные понятия» сентименталістські романи Й. В. Ґете («Страждання молодого Вертера»), Б. де Сен‑П'єра («Поль і Віржіні») та їхніх епігонів, зокрема європейську моду на самогубства від нещасливого кохання, що була породжена сліпим наслідуванням смерті ґетівського Вертера (імена дійових осіб романів Й. В. Ґете та Б. де Сен-П'єра згадані у тексті повісті). Л. Стерн пародіював сентименталістські твори, присвячені вигаданим історіям про вічне кохання з неодмінною смертю закоханих. Г. Квітка-Основ'яненко та Л. Стерн обігрували такі атрибути сентименталістських романів, як пастораль та любовний лист. Об'єктом пародії Г. Квітки-Основ'яненка стали також романтичні романи. Український письменник, як і англійський, висміював популярний у сентименталізмі жанр подорожніх нотаток, який вражав заінформованістю, надмірним деталізуванням та використанням вигаданих любовних історій.
Не пройшла повз увагу Г. Квітки-Основ'яненка також і політична складова вчення Ж.-Ж. Руссо, а Л. Стерна — життя цього філософа згідно з концепцією «природної людини». Декларуючи свої твори як антитезу до псевдосентименталістських, письменники намагалися викрити ті риси сентименталізму, які вважали непродуктивними та навіть негативними і протиставляли, зрозуміло, нерепрезентативним зразкам цього напряму власний доробок.
Естетика сентименталізму в прозі письменників набула нового переосмислення у зображенні художнього часу та простору. Хронотоп їхніх сентименталістських творів можна характеризувати як ідилічний (за М. Бахтіним). Провідним у них є любовний тип ідилії, який загалом характерний для сентименталізму, але в поєднанні з сімейним та хліборобсько-трудовим цей тип набуває певних особливостей. Ідилічному хронотопу властиве поєднання життя людини із життям природи.
Для сентименталістів важливі ті порухи внутрішнього, душевного життя людини, які спричинені зовнішніми обставинами, тобто привнесені зовнішнім простором. Хронотоп прози письменників позначений «естетикою предметності» сентименталізму. У ній представлені локалізованість ідилічного життя героїв, прив'язаність багатьох поколінь до певного місця; художньо зображені головні життєві реальності — життя, смерть, кохання тощо. Політопічному простору властиве протистояння двох протилежних полюсів — топосу міста і топосу села.
Дім формує своєрідну духовну «фортецю», яка є надійним захистком для простих людей. Сентиментальні персонажі міцно прив'язані до локусу дому, оскільки він є закритим простором. Згущуючи у тексті назви місцевостей, письменники відтворюють конкретний географічний простір. Хронотопи зустрічі та подорожі виконують важливу сюжетотворчу роль, увиразнюючи діалогічну взаємодію. Головним для сентименталістської прози є мотив зустрічі мандруючих сентиментальних персонажів. Письменники-сентименталісти «документалізують» свої твори, використовуючи визначені просторові координати.
Важливу роль у часопросторовій організації відіграє використання соціально-історичного часу, який увиразнює ілюзію достовірності. На відміну від «експериментатора» Л. Стерна, для сентименталістської прози Г. Квітки-Основ'яненка характерна просвітницька лінійність художнього часу, фактично літописний принцип викладу. Сентименталісти конкретизують не лише простір, а й час, у той чи інший спосіб датуючи важливі події. Художній час в оповіді постає як псевдоісторична, фікційна категорія, яка позначається певними маркерами для створення ілюзії документальності викладу. 

## Українські переклади
- «Життя і думки Трістрама Шенді, джентльмена» / пер. В. С. Бойко. — Харків: «Фоліо», 2014—638 с. ISBN 978-966-03-6752-4

### Видання
- Sterne L. Selected Prose and Letters in 2 Volumes / Laurence Sterne. — Moscow: Progress Publishers, 1981. — Vol. 1. — 1—502 р.
- Sterne L. Selected Prose and Letters in 2 Volumes / Laurence Sterne. — Moscow: Progress Publishers, 1981. — Vol. 2. — 503—983 р.

### Дослідження творів
- Атарова К. Н. От «Тристрама Шенди» к «Сентиментальному путешествию» / К. Н. Атарова // Известия Академии наук СССР: серия литературы и языка. — М. : АН СССР, 1973. — Т. 32. — Вып. 4. — С. 321—333.
- Атарова К. Н. Лев Толстой и Лоренс Стерн  / К. Н. Атарова // Известия Академии наук СССР: серия литературы и языка. — М. : АН СССР, 1974. — Т. 33. — Вып. 6. — С. 508—515.
- Атарова К. Н. Семантика и структура повествования от первого лица в художественной прозе / К. Н. Атарова, Г. А. Лесскис // Известия Академии наук СССР: серия литературы и языка. — М. : Наука, 1976. — Т. 35. — № 4. — С. 343—356.
- Атарова К. Н. Жанровое новаторство Лоренса Стерна и его влияние на европейскую литературу: автореф. дис. на соискание ученой степени канд. филол. наук: спец. 10.01.05 «Литература стран Западной Европы, Америки и Австралии» / К. Н. Атарова. — М., 1976. — 22 с.
- Атарова К. Н. Лоренс Стерн и его «Сентиментальное путешествие по Франции и Италии» / Ксения Николаевна Атарова. — М. : Высшая школа, 1988. — 93 с.
- Банах И. В. Структура повествования в сентиментальном путешествии : («Жизнь и мнения Тристрама Шенди, джентльмена» и «Сентиментальное путешествие по Франции и Италии» Л. Стерна) / И. В. Банах // Философский век : альманах / [отв. редакторы Т. В. Артемьева, М. И. Микешин]. — СПб. : Санкт-Петербургский Центр истории идей, 2002. — Вып. 19. Россия и Британия в эпоху Просвещения : опыт философской и культурной компаративистики. — Часть 1. — С. 168—184.
- Верцман И. Лоренс Стерн (1713—1768) / Израиль Верцман // Стерн Л. Сентиментальное путешествие. Воспоминания. Письма. Дневник / Лоренс Стерн ; [пер. и примеч. А. Франковского]. — М. : Худож. лит., 1940. — С. I—XXXII.
- Верцман И. Лоренс Стерн / Израиль Верцман // Из истории английского реализма / [под. ред. И. И. Анасимова]. — М. : АН СССР, 1941. — С. 133—188.
- Грачева Е. Н. «Опыт о человеческой природе» Лоренса Стерна : [предисловие] / Е. Н. Грачева // Стерн Л. Сентиментальное путешествие по Франции и Италии : [роман] / Лоренс Стерн. — СПб. : Азбука, 2000. — С. 5—32.
- Елистратова А. А. Английский роман эпохи Просвещения / Анна Аркадьевна Елистратова. — М. : Наука, 1966. — 472 с.
- Елистратова А. Лоренс Стерн / Анна Елистратова // Стерн Л. Жизнь и мнения Тристрама Шенди, джентльмена. Сентиментальное путешествие по Франции и Италии: [романы ; пер. с англ. и примеч. А. Франковского] / Лоренс Стерн. — М. : Худож. лит., 1968. — С. 5—22. — (Библиотека всемирной литературы. Серия первая. Т. 61).
- Зорин А. Л. Английский сентиментализм в зарубежном литературоведении: (Научно-аналитический обзор) / А. Л. Зорин // Современные зарубежные исследования по литературе XVII—XVIII веков. — М. : АН СССР, ИНИОН, 1981. — Вып. 2. : сб. обзоров. — С. 68—93.
- Зорин А. Л. Литературное направление как межнациональная общность: (Английский и русский сентиментализм): автореф. дис. на соискание ученой степени канд. филол. наук: спец. 10.01.08 «Теория литературы» / А. Л. Зорин. — М., 1982. — 24 с.
- Каминский В. М. К вопросу о сентименталистском художественном методе в литературе / В. М. Каминский // Русская лит. — 1984. — № 2. — С. 124—137.
- Карслян К. А. Сопоставительная поэтика «Тристрама Шенди» Лоренса Стерна и «Поминок по Финнегану» Джеймса Джойса: интертекстуальные отношения: автореф. дис. на соискание ученой степени канд. филол. наук: спец. 10.01.07 «Зарубежная литература»  / К. А. Карслян. — Ереван, 2004. — 26 с.
- Краснощекова Е. «Сентиментальное путешествие». Проблематика жанра : (Лоренс Стерн и Н. М. Карамзин) / Е. Краснощекова // Философский век : альманах / [отв. редакторы Т. В. Артемьева, М. И. Микешин]. — СПб. : Санкт-Петербургский Центр истории идей, 2002. — Вып. 19. Россия и Британия в эпоху Просвещения : опыт философской и культурной компаративистики. — Часть 1. — С. 191—206.
- Тронская М. Л. Немецкий сентиментально-юмористический роман эпохи Просвещения / Мария Лазаревна Тронская. — Ленинград: Ленинград. ун‑т, 1965. — 248 с.
- Убилава Н. Э. Проблема комического в творчестве Лоренса Стерна: автореф. дис. на соискание ученой степени канд. филол. наук: спец. 10.644 «Литература стран Западной Европы и Америки» / Н. Э. Убилава. — Тбилиси, 1975. — 34 с.
- Хитров А. Лоренс Стерн и британский ассоцианизм XVIII в. // Вопросы философии. — № 1. — 2008. — С. 132—140.
- Хитров А. Джон Локк, Лоренс Стерн и метафоры сознания в философской психологии XVIII века // Философия сознания: классика и современность: Вторые грязновские чтения. — М. : Издатель Савин С. А., 2007. — С. 45— 54.
- Чик Д. Духовний світ жіночого образу у творчості Г. Ф. Квітки-Основ'яненка і Л. Стерна / Денис Чик // Література. Фольклор. Проблеми поетики: [зб. наук. праць / редкол. : А. В. Козлов (відп. ред.) та ін.]. — К. : Акцент, 2006. — Вип. 24. — Ч. 1. —  С. 647—659.
- Чик Д. Національний характер у сентиментальних творах Григорія Квітки-Основ'яненка і Лоренса Стерна / Денис Чик // Сучасні літературознавчі студії: [зб. наук. праць / гол. ред. В. І. Фесенко]. — К. : КНЛУ, 2006. — Вип. 3 : радість і страждання як чинники культури. — С. 199—209.
- Чик Д. Рецепція руссоїстської парадигми «природної людини» у творчості Г. Ф. Квітки-Основ’яненка та Л. Стерна : (компаративний аспект аналізу) / Денис Чик // Література. Фольклор. Проблеми поетики : [зб. наук. праць / редкол. : А. В. Козлов (відп. ред.) та ін.]. — К. : Акцент, 2006. — Вип. 25. — С. 578—590.
- Чик Д. Образи-характери «простака»-трикстера в художній прозі Григорія Квітки-Основ'яненка і Лоренса Стерна / Денис Чик // Мандрівець. — 2007. — № 2 (67). — С. 52—56.
- Чик Д. Пародіювання сентименталістських романів як вид літературної критики: Г. Квітка-Основ'яненко, Л. Стерн / Денис Чик // Література. Фольклор. Проблеми поетики: [зб. наук. праць / редкол. : М. Х. Гуменний (відп. ред.) та ін.]. — К. : Акцент, 2007. — Вип. 26. — С. 407—412.
- Чик Д. Поетика простору в творчості Г. Квітки-Основ'яненка, О. Ґолдсміта, С. Річардсона та Л. Стерна / Денис Чик // Studia methodologica. — Тернопіль: ТНПУ ім. В. Гнатюка, 2008. — № 23. — С. 56—59.
- Чик Д. Ч. Портрет як засіб психологічного аналізу образу в повісті Г. Ф. Квітки-Основ'яненка «Маруся» та романі Л. Стерна «Сентиментальна мандрівка по Франції та Італії» / Д. Ч. Чик // Слобожанщина: літературний вимір: матеріали V Всеукр. наук. конф., 9 лютого 2007 р., Луганськ. Вип. 5 / М-во освіти і науки України, Луганськ. націон. пед. ун-т ім. Тараса Шевченка, НАН України, Ін-т літератури ім. Т. Г. Шевченка (Східний філіал), Луганськ. обл. організація «Україна — Світ». — Луганськ: Рєзніков В. С., 2007. — С. 170—176.
- Чик Д. Ч. Пародирование сентименталистских романов как вид литературной критики (Г. Квитка-Основьяненко, Л. Стерн) / Д. Ч. Чик // Зарубежная филология: восприятие, анализ и интерпретация художественного текста: сб. науч. ст. по материалам Международной научной конференции XI «Текст и контекст: лингвистический, литературоведческий и методический аспекты», посвященной 200-летию со дня рождения Н. В. Гоголя (12-14 ноября .) ; отв. ред. Б. А. Гиленсон, Н. Л. Огуречникова. — М. : МГПУ, 2009. — С. 132—136.
- Шкловский В. Б. О занимательности докучных сказок. Битва с белым медведем. Стерн и Вольтер. Стерн и Локк, или остроумие и рассудительность. О скромности. О позах и жестах. Слуга вытесняет хозяина. Несколько слов о делении романов на главы. Время в романе. Клетка Стерна // Художественная проза: размышления и разборы / Виктор Борисович Шкловский. — М. : Сов. писатель, 1961. — С. 288—342.
- Ahern S. Between Duty and Desire: Sentimental Agency in British Prose Fiction of the Later Eighteenth Century: а thesis … for the degree of Doctor of Philosophy (Department of English) / Ahern Stephen. — Montreal, 1999. — 245 p.
- Baird Th. The Time-Scheme in Tristram Shandy and a Source / Theodore Baird // PMLA. — 1936. — № 51. — Р. 803—820.
- Battestin M. C. The Providence of Wit: Aspects of Form in Augustan Literature and the Arts / Martin C. Battestin. — Oxford: Clarendon Press, 1974. — 331 р.
- Bond C. Representing Reality: Strategies of Realism in the Early English Novel / Clinton Bond // Eighteenth-Century Fiction. — 1994. — № 2 (6). — P. 121—140.
- Brown M. Sterne's Stories // Preromanticism / Marshall Brown. — Stanford: Stanford Univ. Press, 1991. — Р. 261—300.
- Cash A. The Lockean Psycology of «Tristram Shandy» / Arthur Cash // J. of English Literary History. — 1955.— V. 22. — P. 125—135.
- Cross W. L. The Life and Times of Laurence Sterne / Wilbur L. Cross. — [3-d ed., with alterations]. — New Haven: Yale Univ. Press, 1929. — 670 p.
- Davidson E. L. Toward an Integrated Chronology for Tristram Shandy / Elizabeth L. Davidson // English Language Notes. — 1992. — № 29. — Р. 48—56.
- Dilworth E. N. The Unsentimental Journey of Laurence Sterne / Ernest Nevin Dilworth. — New York: King's Crown Press, 1948. — 115 p.
- Donoghue D. Sterne. Our Contemporary / Denis Donoghue // The Winged Skull: Papers from the Laurence Sterne Bicentenary Conference / ed. A. H. Cash and J. M. Stedmond. — Kent: Kent State Univ. Press, 1971. — Р. 42—58.
- Fanning Ch. On Sterne's Page: Spatial Layout, Spatial Form, and Social Spaces in Tristram Shandy / Christopher Fanning // Eighteenth-Century Fiction. — 1998. — № 10 (4). — Р. 429—450.
- Lanham R. A. Tristram Shandy : The Games of Pleasure / Richard A. Lanham. — Berkeley — Los Angeles: Univ. of California Press, 1973. — 174 p.
- McPhail R. A. The Dialogical Principle in the British Novel: a thesis … for the degree of Doctor of Philosophy (Department of English) / McPhail Roger Aubrey. — Edmonton, 1999. — 340 p.
- Mendilow A. A. Time and the Novel / Adam A. Mendilow. — London — New York: Peter Nevill, 1952. — 245 p.
- Moglen H. The Philosophical Irony of Laurence Sterne / Helen Moglen. — Gainesville: Univ. of Florida Press, 1975. — 172 p.
- Moss R. B.  Sterne's Punctuation / Roger B. Moss // Eighteenth-Century Studies. — 1981—1982.— № 15 (2).  — Р.179—200.
- Mullan J. Sentimental Novels / John Mullan // The Cambridge Companion to the Eighteenth-Century Novel / [ed. J. Richetti]. — Cambridge: Cambridge Univ. Press, 1996. — P. 236—254.
- Parker J. A.  Spiraling Down ’the Gutter of Time’ : Tristram Shandy and the Strange Attractor of Death / Jo A. Parker // Weber Studies: An Interdisciplinary Humanities J. — 1997. — № 14 (1). — Р. 102—114.
- Parker A. J. The Clockmaker's Outcry : Tristram Shandy and the Complexification of Time / Jo A. Parker // Disrupted Patterns: On Chaos and Disorder in the Enlightenment / [ed. by E. D. Theodore Braun and others]. — Amsterdam: Rodopi, 2000. — Р. 147—160.
- Sensibility in Transformation. Creative Resistance to Sentiment from the Augustans to the Romantics / [ed. by McMillen S. C.]. — London — Toronto: Associated Univ. Presses, 1990. — 236 p.
- The Editors. Sentimentality, Sentimentalism / The Editors // The Literary Encyclopedia. 1 Nov. 2003. The Literary Dictionary Company  [Електронний ресурс]. — Режим доступу до ст. : http://www.litencyc.com/php/stopics.php?rec=true&UID=1004.
- Trail H. D. Sterne [Електронний ресурс] / Trail H. D. — Режим доступу до кн. : http://www.authorama.com/sterne-1/html%5Bнедоступне+посилання+з+липня+2019%5D.
- Tyson G. P. The Rococo Style of Tristram Shandy / Gerald P. Tyson // Bucknell Review: A Scholarly J. of Letters, Arts and Science. — 1978. — № 2. — Р. 38—55.
- Woolf V. The Sentimental Journey // Mrs Dalloway and Essays / Virginia Woolf. — Moscow: Raduga Publishers, 1984. — Р. 203—210.